# Manlig ejakulation
För andra betydelser, se Ejakulation (olika betydelser).
Manlig ejakulation, utlösning eller sädesuttömning, är benämningen på uttömning av sädesvätska (ejakulat) genom en erigerad penis. Utlösningen innehåller cirka en tesked (3 - 5 milliliter) med sädesvätska bestående av cirka 70 - 150 miljoner spermier per milliliter. Utlösningens beståndsdelar kommer från flera könskörtlar som blandas i urinrörets övre del. Denna process sker sekunden innan utlösningen sker. Hur mycket utlösning som kommer ut kan variera och beror bland annat på om man nyligen haft utlösning och hur upphetsad en person är. 
Cirka 160 miljoner spermier bildas hos män per dygn vilket motsvarar ungefär 1 800 spermier per sekund. Då sperma nybildas och aldrig tar slut kan en man ha ändlöst många sädesuttömningar utan att spermierna tar slut. Vidare så börjar sperma bildas mellan 13 och 15 års ålder och utlösning bli möjlig hos människor med hankön.

## Sammansättning
Sädesvätskan som slungas ut under ejakulationen har mycket olika sammansättning. Ungefär den första tredjedelen innehåller främst vätska från prostata (blåshalskörteln) och huvuddelen av spermierna. Den senare delarna av ejakulatet innehåller främst sädesblåsesekret och en mindre del av spermierna. De spermier som slungas ut tillsammans med prostatasekretet är de som har största chans att befrukta ett ägg: de har bäst rörlighet, bäst överlevnad och bäst skydd av arvsmassan. Spermier i kontakt med sädesblåsesekretet har sämre egenskaper. Vid ejakulation slungas spermier och prostatasekret direkt mot livmoderhalsen och livmoderhalssekretet i vilket spermierna snabbt kan simma upp på sin väg mot ägget. Det är därför inte troligt att spermierna "normalt" har kontakt med sädesblåsornas sekret, som snabbt koagulerar vid ejakulationen.

## Befruktning
Vid samlag mellan en man och en kvinna kan sperman från ejakulationen tömmas i kvinnans slida. Om ägglossning sker under tiden kring samlaget och spermierna kan förflytta sig från slidan upp genom livmodern och möta ägget i den ena av äggledarna så kan befruktning ske; detta är ejakulationens biologiska funktion. Det är emellertid ej nödvändigt att mannen ejakulerar i kvinnan för att befruktning ska ske. En liten mängd mycket befruktningsdugliga spermier kan komma ut i försatsen, det vill säga den vätska som kommer ur penisen innan utlösning och när mannen är upphetsad. Försatsen är en genomskillning vätska som fuktar ollonet och vidgar, smörjer samt rengör urinröret. Om penisen befinner sig i slidan när försatsen kommer ut kan kvinnan bli gravid även om mannen drar sig ur slidan innan han får utlösning.

## Tidig utlösning
Att få tidig utlösning (prematur ejakulation) är vanligt förekommande och innebär att utlösningen sker före eller cirka en minut efter penetrationens inledning och där mannen upplever minimal eller ingen kontroll av utlösningen. Prevalensen för prematur ejakulation är 5 - 8 % hos vuxna män. Tidig utlösning kan bero på följande orsaker:
- Att man inte kan hålla tillbaka utlösningen på grund av intensiv upphetsning.
- Oro, dåligt psykiskt mående eller stress.
- Erektil dysfunktion.
- Genetiska orsaker.